# Moulinet (pêche)
Pour les articles homonymes, voir Moulinet.
 (mars 2024).

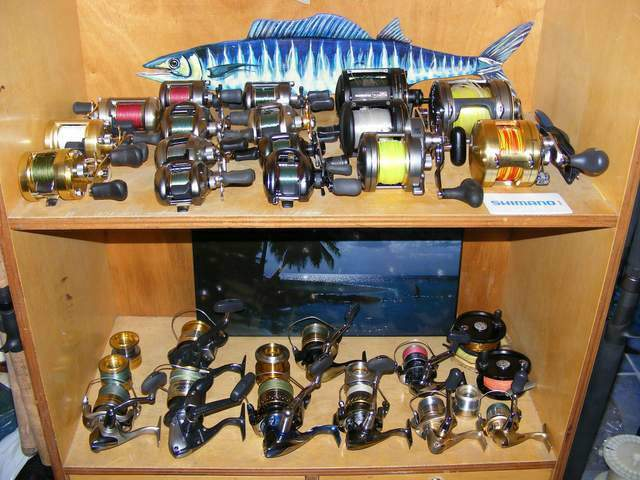
Différents types de moulinet

Un moulinet de pêche est un dispositif fixé à une canne à pêche qui permet l'enroulement et le déroulement du fil de pêche.
Il a été inventé en Asie. La plus ancienne représentation de la pratique de la pêche est une fresque de Ma Yuan datée de 1195 et intitulée Pêcheur solitaire sur le fleuve en hiver. Le moulinet a subi depuis de nombreuses évolutions avec des conceptions techniques variées et l'utilisation d'alliage léger. L'aluminium fut souvent utilisé mais il est remplacé par la fibre de carbone qui est plus légère, plus solide et plus résistante.
Certains moulinets embarquent plus de dix roulements et les systèmes mécaniques permettant de nombreuses démultiplications permettent au pêcheur d'atteindre facilement de grandes distances. Toutes les grandes marques de pêche se sont lancées dans l'aventure et sont capables de créer chaque année de nouveaux modèles. Parmi les plus connues, le moulinet Shimano est sans aucun doute le plus perfectionné et le plus robuste, talonné de près par la marque Daiwa.

## Types de moulinet

### Moulinet à tambour fixe

Différentes pièces du moulinet.
1: Arceau ou Bail 2: Canne 3: Ancrage 4: Manivelle 5: Bâti 6: Levier de frein arrière 7: Bobine 8: Ligne 9: Commande de frein avant

Le moulinet à tambour fixe (aussi connu sous le terme « Lancer léger » ou « Spinning »)  comporte une bobine qui ne bouge pas. Un rotor entoure le fil de pêche autour de cette bobine lorsque la manivelle est tournée. Sur certains modèles, le moulinet est fermé par un couvercle.

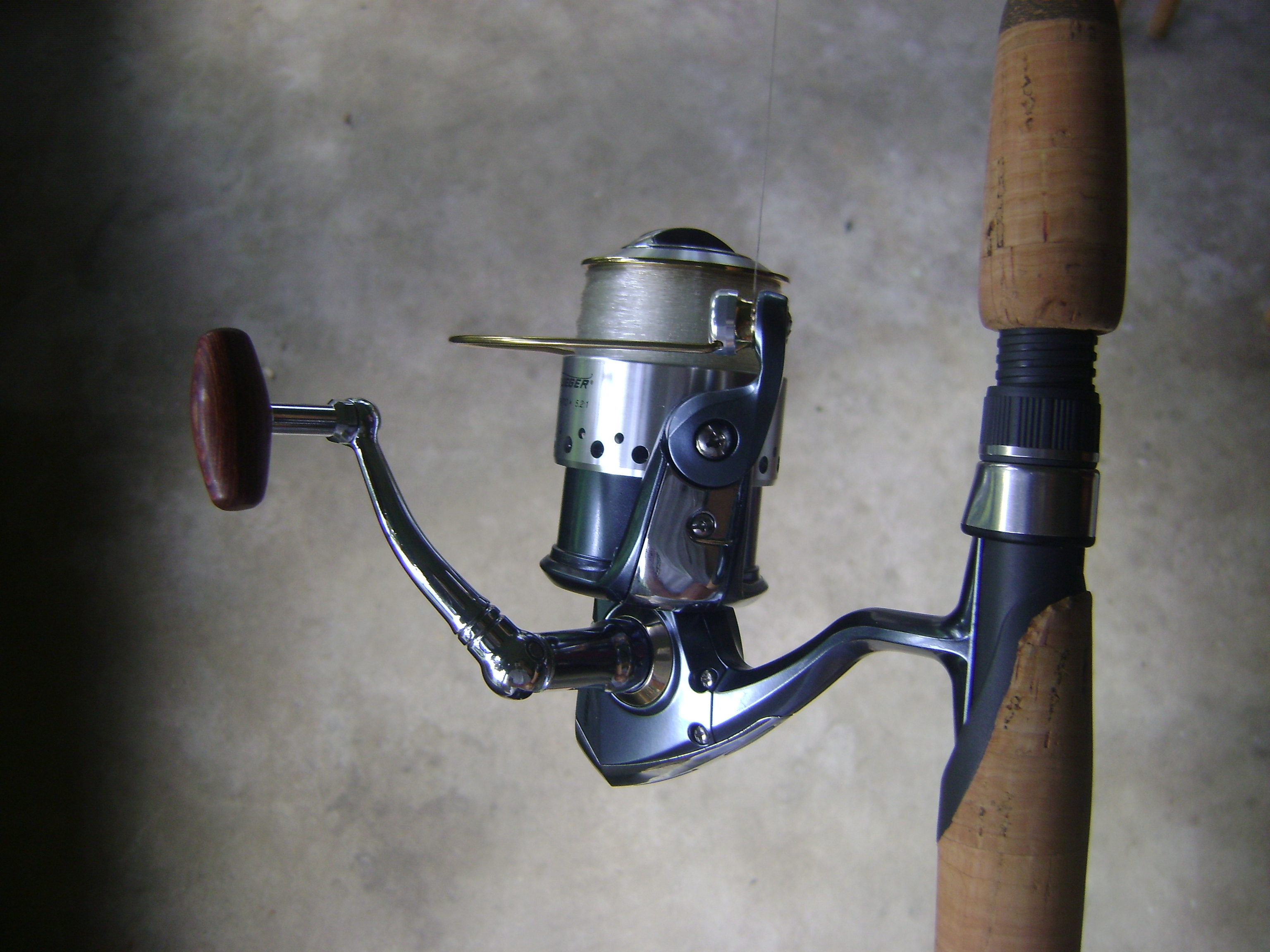
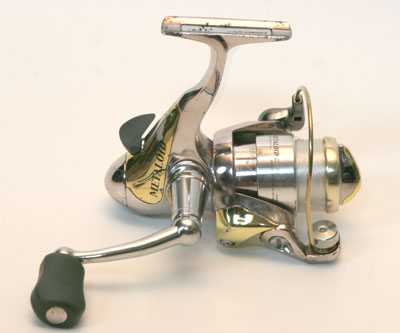
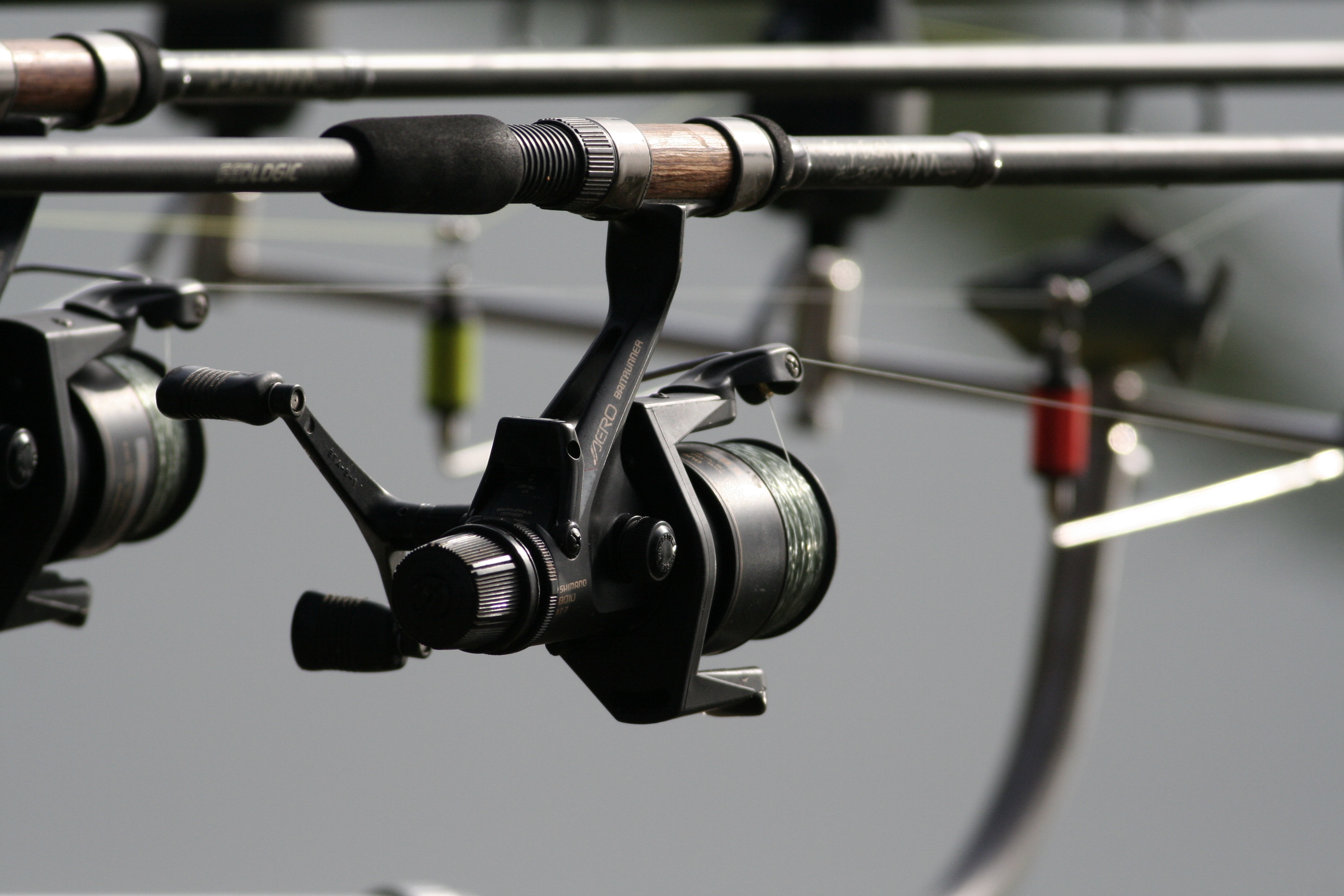

### Moulinet à tambour tournant
Le moulinet à tambour tournant aussi connu sous le terme « Lancer Lourd » comporte une bobine qui est mobile. La manivelle permet de faire tourner la bobine sur elle-même afin que le fil de pêche s'y enroule. Dans cette catégorie se trouvent entre autres les moulinets Lancer Lourd ou Baitcasting, les moulinets « Lancer léger » fermé, les moulinets « Center-Pin » et les moulinets pour la pêche à la mouche.

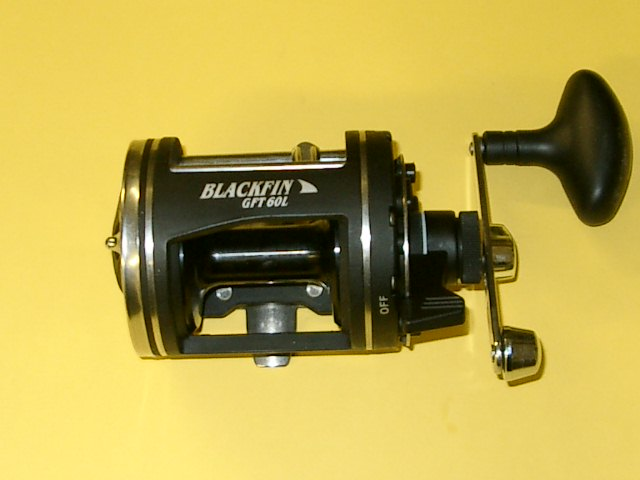
Type de moulinet pour le « Lancer Lourd » ou « Baitcasting ».
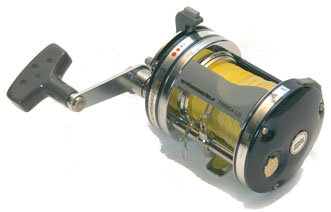
Type de moulinet pour le « Lancer Lourd » ou « Baitcasting ».
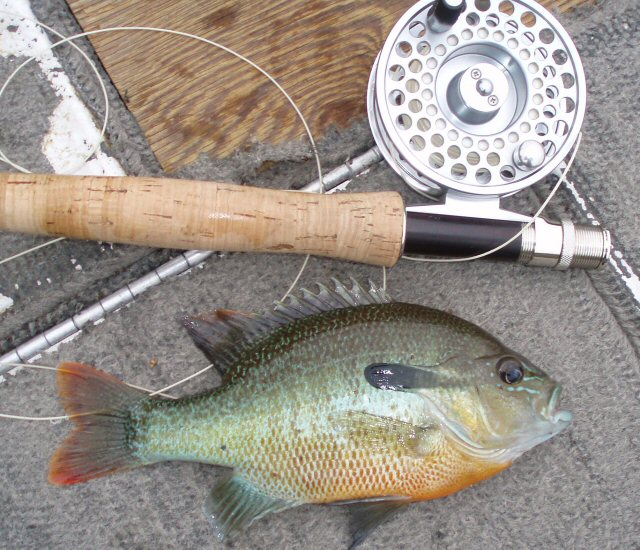
Type de moulinet pour la pêche à la mouche.
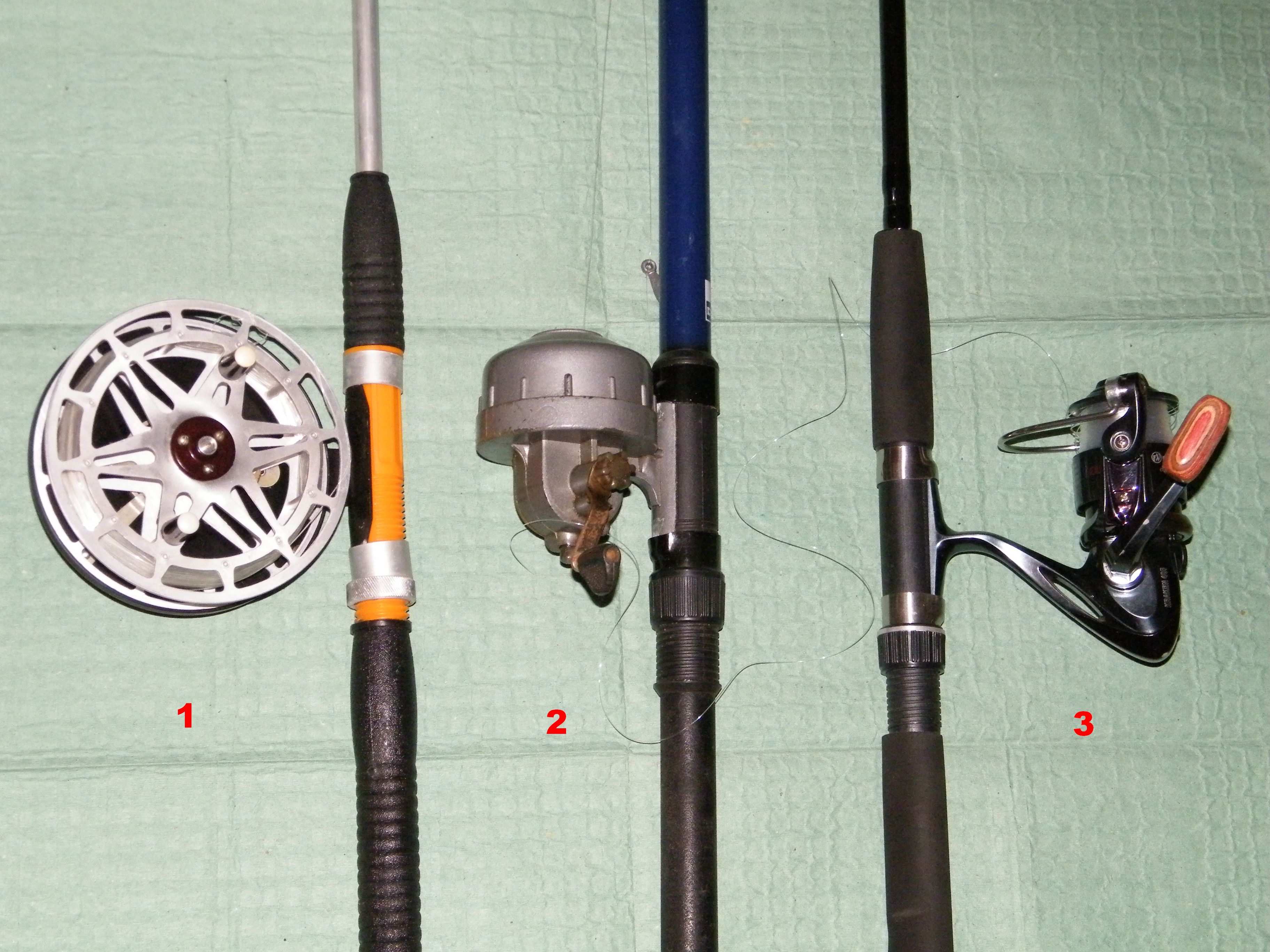
Type de moulinet pour le « Center-Pin », moulinet pour le « lancer léger » fermé et moulinet pour le « lancer léger » ouvert.

### Moulinet Centerpin
La pêche au Centerpin (Center-Pinning ou Float-Fishing) en Amérique est pratiquée pour la pêche aux salmonidés. Conçue pour la pêche en rivière, en dérive, la présentation demeure la clef de cette technique de pêche. L'absence totale de frottement de ces moulinets, ils n'ont pas de freins mécaniques, permet de laisser librement dériver la ligne et l'offrande (vifs, œufs, ou mouche) du montage à la même vitesse que le courant. Pour s'ajuster à variabilité de la profondeur des fosses, cette technique utilise un petit flotteur coulissant que l'on ajuste à chaque fosse et que l'on laisse dériver parfois sur plus de 20 mètres. Les moulinets utilisés pour le Centerpin ressemblent beaucoup au moulinet à mouche, mais ils ont un diamètre beaucoup plus grand, le moyeu est plus large pour éviter le vrillage du nylon et faciliter la récupération. Les cannes conçues pour le Centerpin, sont généralement d'une longueur entre 10 et 17 pieds, elles ont une très longue poignée pour être utilisées des deux mains. Elles ont soit des anneaux de retenus ou soit un siège pour le moulinet. Elles doivent être aussi assez flexibles (medium à medium-light), car ces poissons sont hyper-craintifs lorsqu'ils remontent en rivières. L'utilisation d'un fil invisible dans l'eau, le fluorocarbone de diamètre fin et de faible résistance sont nécessaires même pour capturer des spécimens entre 5 et 12 kg. En Amérique du Nord, ils servent à la pêche des saumons Chinook, Coho et des truites Steelhead sur la côte ouest et aussi à la pêche dans les petits tributaires de la région des Grands Lacs.